# Lohayong (Solor Timur)
Lohayong is een bestuurslaag in het regentschap Flores Timur van de provincie Oost-Nusa Tenggara, Indonesië. Lohayong telt 1019 inwoners (volkstelling 2010).